# Вабр-л’Аббеи
Вабр-л’Аббеи́ (фр. Vabres-l'Abbaye, окс. Vabre de l'Abadiá) — коммуна во Франции, находится в регионе Окситания. Департамент — Аверон. Входит в состав кантона Сент-Африк. Округ коммуны — Мийо.
Код INSEE коммуны — 12286.
Коммуна расположена приблизительно в 550 км к югу от Парижа, в 120 км восточнее Тулузы, в 55 км к юго-востоку от Родеза.

## Население
Население коммуны на 2008 год составляло 1106 человек.
| 1962 | 1968 | 1975 | 1982 | 1990 | 1999 | 2008 |
| ---- | ---- | ---- | ---- | ---- | ---- | ---- |
| 756  | 722  | 732  | 882  | 1111 | 1085 | 1106 |

## Экономика
В 2007 году среди 723 человек в трудоспособном возрасте (15—64 лет) 550 были экономически активными, 173 — неактивными (показатель активности — 76,1 %, в 1999 году было 70,8 %). Из 550 активных работали 526 человек (288 мужчин и 238 женщин), безработных было 24 (10 мужчин и 14 женщин). Среди 173 неактивных 44 человека были учениками или студентами, 79 — пенсионерами, 50 были неактивными по другим причинам.

## Достопримечательности
- Кафедральный собор Сен-Совёр[фр.] (XIV век). Памятник истории с 1992 года[3]
- Бывшая резиденция епископа (XVIII век). Памятник истории с 1983 года[4]
- Старый мост XIII века
- Церковь Рейссак
- Церковь Нотр-Дам-де-Сегонзак

## Фотогалерея

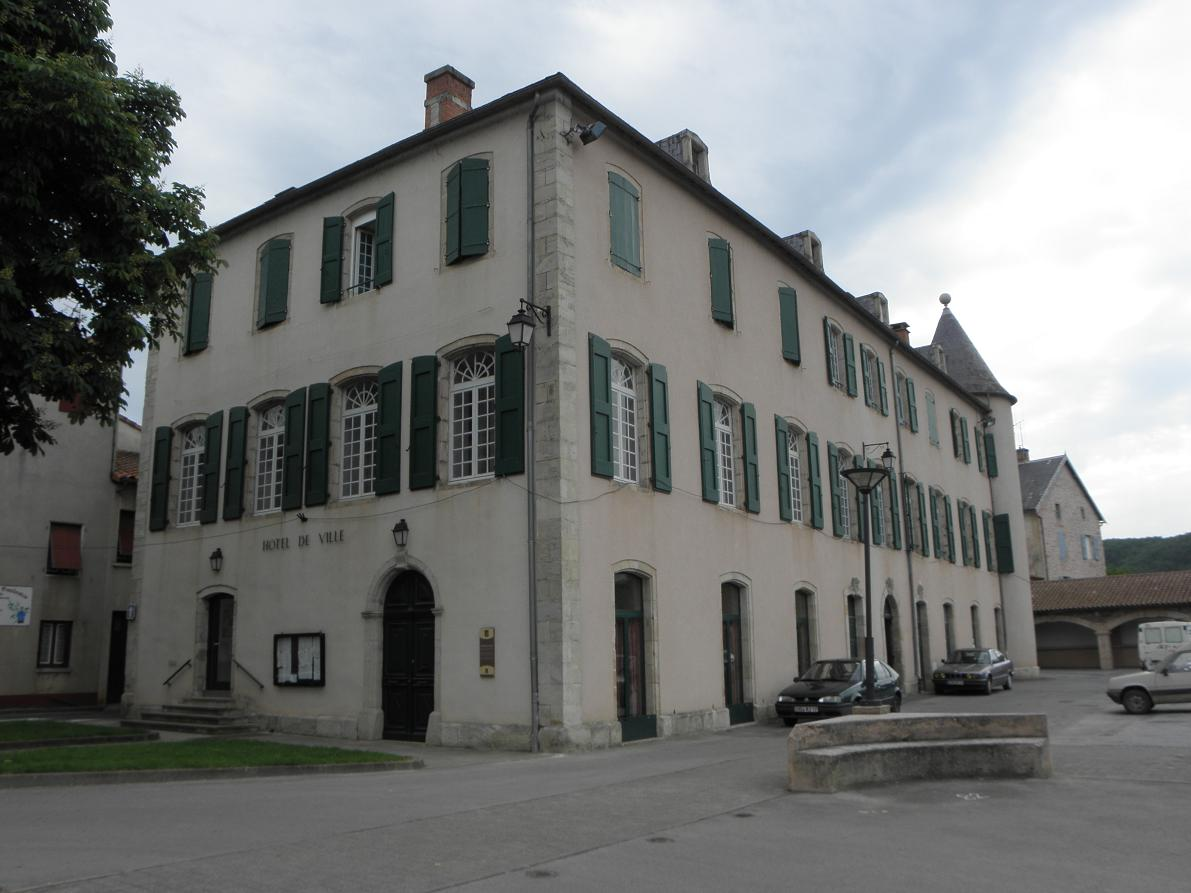
Мэрия
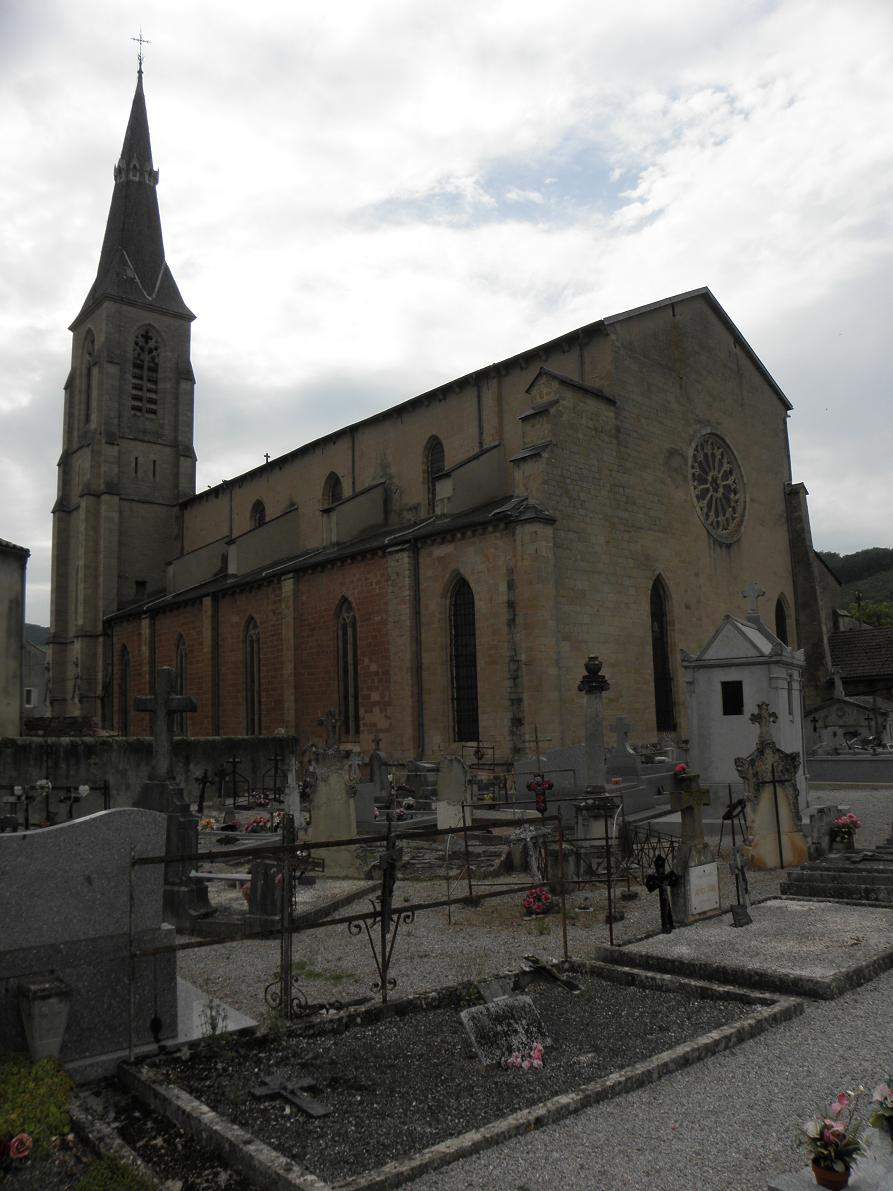
Кафедральный собор Сен-Совёр
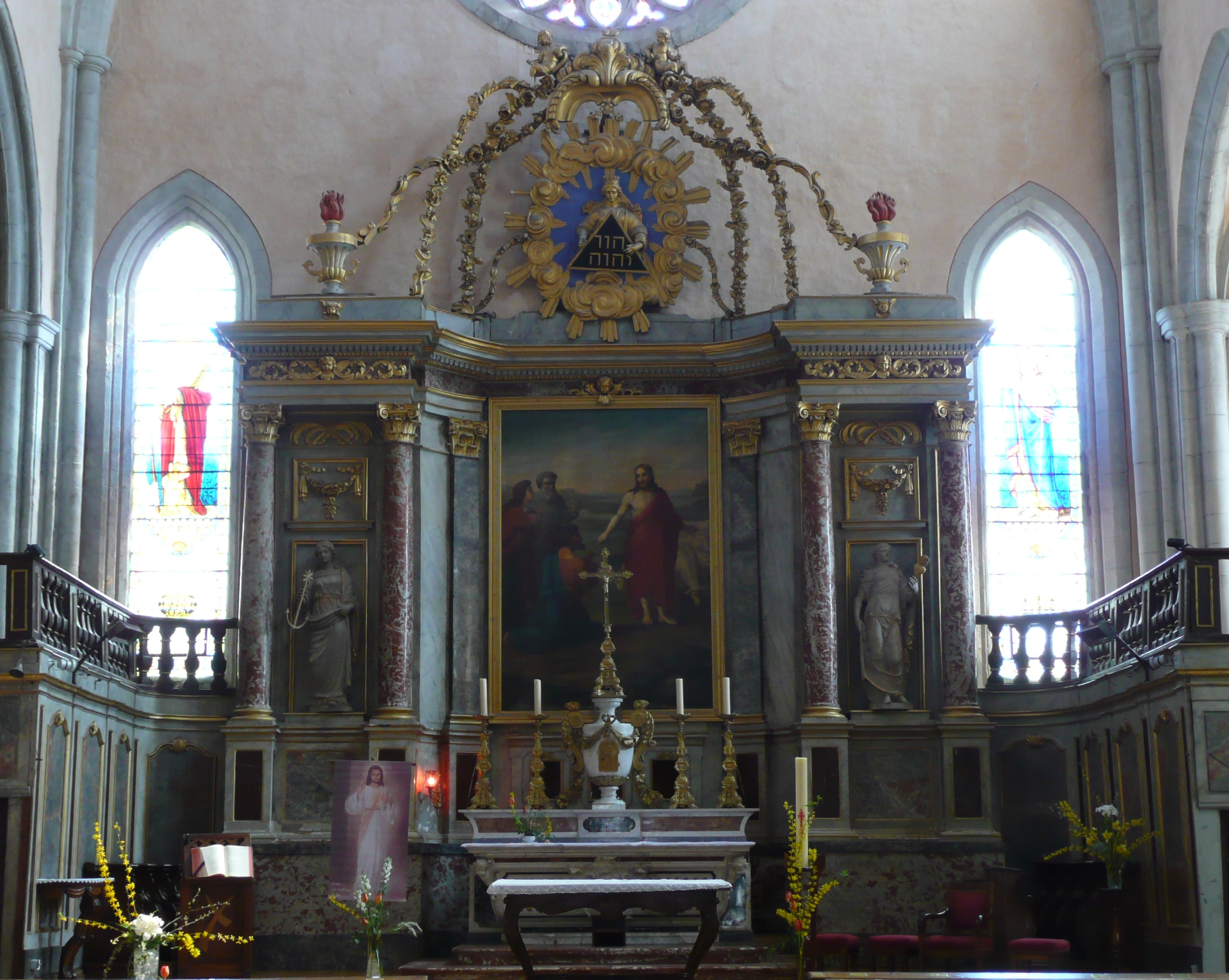
Кафедральный собор Сен-Совёр
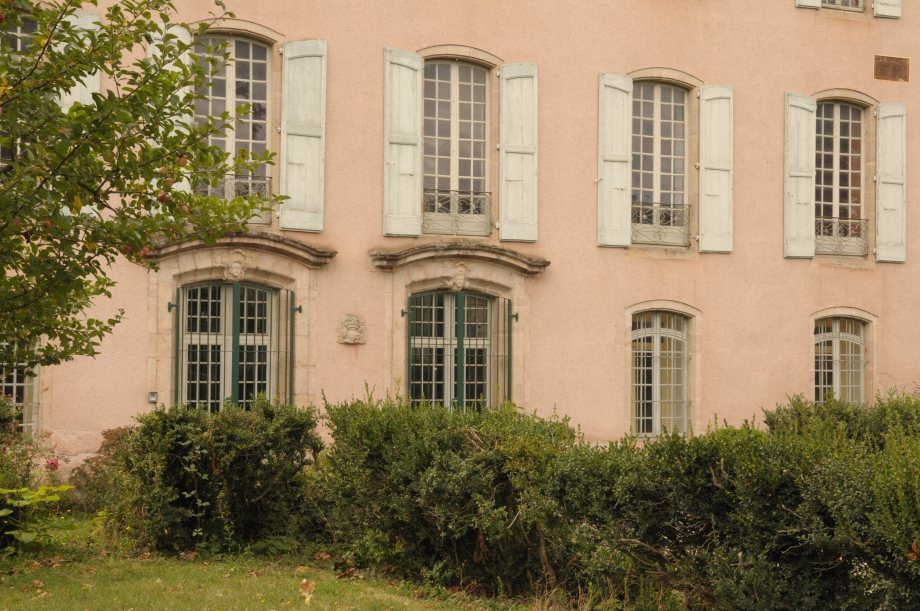
Бывшая резиденция епископа